# Ernst Friedrich von Schlotheim

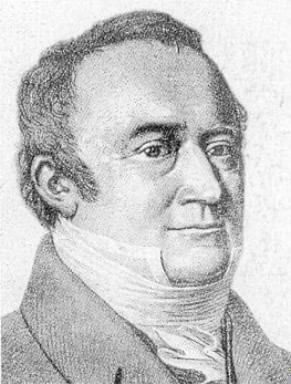
Ernst Friedrich von Schlotheim

Ernst Friedrich von Schlotheim (* 2. April 1764 in Allmenhausen; † 28. März 1832 in Gotha) war ein deutscher Geologe und Paläontologe, herzoglich sachsen-coburg-gothaischer Oberhofmarschall und Mitglied des Illuminatenordens. Schlotheim wurde weit über Deutschland hinaus bekannt als bedeutender Paläontologe und Begründer der wissenschaftlichen Paläobotanik. Sein offizielles botanisches Autorenkürzel lautet „Schloth.“

## Leben und Wirken
Ernst Friedrich Freiherr von Schlotheim wurde 1764 als Sohn von Ernst Ludwig von Schlotheim (1736–1797) und Friederike Eberhardine von Stangen geboren. 1772 wurde der erst 22-jährige Galetti von der Familie von Schlotheim als Hauslehrer angestellt. 1776 zog die Familie nach Tonna (heute Gräfentonna) um, weil Schlotheims Vater Amtshauptmann der Herrschaft Tonna wurde. Nach der Berufung Galettis an das Gymnasium Illustre in Gotha erfolgte der Unterricht 1778 bis 1779 durch Johann Christian Credner (* 4. Mai 1752; † 22. Jan. 1817), ehem. Pfarrer und Adjunkt sowie Religionslehrer in Molschleben. Ab 1779 erhielt von Schlotheim eine Ausbildung am Gymnasium Ernestinum in Gotha.
Am 23. Oktober 1782 immatrikulierte sich von Schlotheim an der Universität Göttingen. Er studierte Rechtswissenschaften und Kameralwissenschaft sowie Naturwissenschaften (unter anderem bei Johann Friedrich Blumenbach, der selbst aus Gotha stammte), mit dem er sich anfreundete. Hier fand er Aufnahme in die Freimaurerloge Augusta zu den drei Flammen, wo er im Jahre 1783 Geselle wurde. Im Jahre 1784 kehrte er nach Gräfentonna zurück, wo er privat Mineralogie studierte. 1791 bis 1792 studierte er Oryktognosie und Eisenhüttenkunde bei Abraham Gottlob Werner und ab 1792 Bergmaschinenwesen an der Bergakademie Freiberg, gemeinsam mit Alexander von Humboldt, Johann Carl Freiesleben und Leopold von Buch.
Nachdem er im Harz praktischen Beschäftigungen im Bergbau und in der Hüttenkunde nachgegangen war, trat er 1793 in Gotha als Beisitzer ins Kammerkollegium ein. Er wurde 1805 Kammerrat, 1817 Kammerpräsident, 1822 Oberaufseher des neu gebildeten Museums und schließlich 1828 Oberhofmarschall des Herzogtums Sachsen-Coburg und Gotha.
Im Jahr 1804 erschien in Gotha sein Werk Beschreibung merkwürdiger Kräuter-Abdrücke und Pflanzen-Versteinerungen. Mit diesem erzielte er eine Wende im Hinblick auf die Naturgeschichte des Lebens. In diesem Werk vergleicht Schlotheim die morphologische Ähnlichkeit fossiler Pflanzenabdrücke mit rezenten Formen. Später unternahm er eine geognostische Analyse im Hinblick auf das Vorkommen fossiler Pflanzen, die er in seiner Schrift Beyträge zur Naturgeschichte der Versteinerungen in geognostischer Hinsicht mitteilte. Seine Deutung eines möglichen langsamen Artwandels im Laufe der Erdgeschichte durch klimatische Ursachen macht in zu einem Vordenker der Evolutionstheorie.
Schlotheim wurde weit über Deutschland hinaus bekannt als bedeutender Paläontologe und Begründer der wissenschaftlichen Paläobotanik. Von Schlotheim schuf die Grundlagen der Leitfossilkunde in Deutschland und seine Veröffentlichungen wirkten grundlegend für die entstehende Paläontologie. Schlotheims größte Leistung ist die Anwendung des Aktualismus in der Paläontologie. Er verglich die Versteinerungen mit heutigen Lebewesen und gliederte sie in das binäre System Linnés ein. Aus den Vergleichen konnte er Rückschlüsse auf die damalige Umwelt ziehen.
1808 wurde er korrespondierendes Mitglied der Bayerischen Akademie der Wissenschaften, am 15. August 1811 wurde er Mitglied der Akademie gemeinnütziger Wissenschaften zu Erfurt. 1823 ernannte ihn die Königlich Dänische Akademie der Wissenschaften zu ihrem Mitglied. Die Leopoldina nahm ihn am 28. November 1823 auf. Seit 1828 war er Ehrenmitglied der Preußischen Akademie der Wissenschaften.
Goethe trug am 28. April 1817 in sein Tagebuch ein: „(Jena) Herr Kammerpräsident von Schlotheim, besonders über Fossilien gesprochen“.
Seine Privatsammlung an Fossilien, Mineralen und Meteoriten wuchs Jahr für Jahr zu einer der bedeutendsten seiner Zeit. Nach seinem Tod 1832 wurde die paläontologische Sammlung an den preußischen Staat verkauft und befindet sich noch im Museum für Naturkunde in Berlin.
Seine kleine, aber dennoch bedeutende Kollektion von Meteoriten verkaufte Schlotheim an die Herzogliche Sammlung in Gotha, wo sie noch einen besonderen Platz im Museum der Natur Gotha einnimmt.

### Familie
Er heiratete 1798 Christiane von Helmolt (1766–1825), eine Tochter des Oberst Christian Georg von Helmolt. Das Paar hatte drei Kinder.

## Ehrungen
Nach ihm ist die Moosgattung Schlotheimia Brid. und sind die Fossiliengattungen Ernestia Florin, Ernestiodendron Florin und Schlotheimia BAYLE benannt.

## Schriften
- Beschreibung merkwürdiger Kräuter-Abdrücke und Pflanzen-Versteinerungen.  Becker, Gotha 1804. (Digitalisat)
- Beyträge zur Naturgeschichte der Versteinerungen in geognostischer Hinsicht. München 1817. (Digitalisat)
- Die Petrefactenkunde auf ihrem jetzigen Standpunkte durch die Beschreibung seiner Sammlung versteinerter und fossiler Überreste des Thier- und Pflanzenreichs der Vorwelt. Becker, Gotha 1820. (Digitalisat Band 1), (Band 2)
- Nachträge zur Petrefactenkunde. Becker, Gotha 1822.